# Eslām Kandī
Eslām Kandī (persiska: اِسلام كَندی) är en ort i Iran.   Den ligger i provinsen Ardabil, i den nordvästra delen av landet, 500 km nordväst om huvudstaden Teheran. Eslām Kandī ligger 1 307 meter över havet och antalet invånare är 106.
Terrängen runt Eslām Kandī är kuperad. Runt Eslām Kandī är det ganska tätbefolkat, med 56 invånare per kvadratkilometer. Närmaste större samhälle är Kandeh, 9,6 km väster om Eslām Kandī. Trakten runt Eslām Kandī består i huvudsak av gräsmarker.